# 98° westerlengte
98° westerlengte (ten opzichte van de nulmeridiaan) is een meridiaan of lengtegraad, onderdeel van een geografische positieaanduiding in bolcoördinaten. De lijn loopt vanaf de Noordpool naar de Noordelijke IJszee, Noord-Amerika, de Grote Oceaan, de Zuidelijke Oceaan en Antarctica en zo naar de Zuidpool.
De meridiaan op 98° westerlengte vormt een grootcirkel met de meridiaan op 82° oosterlengte. De meridiaanlijn beginnend bij de Noordpool en eindigend bij de Zuidpool gaat door de volgende landen, gebieden of zeeën. 
| Land, gebied of zee | Nauwkeurigere gegevens                                                                                                  |
| ------------------- | --- |
| Noordelijke IJszee  | |
| Canada              | Nunavut - Amund Ringnes Island, Loney Island, Bathursteiland                                                            |
| Parrykanaal         | |
| Canada              | Nunavut - Russell Island, Prins van Wales-eiland, Koning Willem-eiland                                                  |
| Simpsonstraat       | |
| Canada              | Nunavut, Manitoba (dwarst Winnipegmeer)                                                                                 |
| Verenigde Staten    | North Dakota, South Dakota, Nebraska, Kansas, Oklahoma, Texas                                                           |
| Mexico              | Tamaulipas, Veracruz de Ignacio de la Llave, Hidalgo, Puebla, Tlaxcala, Puebla, Veracruz de Ignacio de la Llave, Oaxaca |
| Grote Oceaan        | |
| Zuidelijke Oceaan   | |
| Antarctica          | Niet-toegeëigend gebied in Antarctica                                                                                   |